# محمدحسین ناروئی
محمدحسین ناروئی (نامعلوم-١٣۵٩) سیاست‌مدار ایرانی بود، که در دوره‌های  بیست و یکم  بعنوان نماینده زابل و  بیست و سوم  بعنوان نماینده زاهدان در مجلس شورای ملی حضور داشت.

## زندگی
محمدحسین ناروئی فرزند ارشد سردار محمد امین خان نارویی، از روسای طایفه ناروئی بود. پس از مرگ پدرش، محمد حسین خان به ریاست این قوم رسید. 
محمدحسین خان در دوره‌های بیست و یکم و بیست و سوم در مجلس شورای ملی حضور داشت. سردار محمد حسین خان در سال ١٣۵٩ بر اثر صانحه تصادف درگذشت و در روستای قلعه‌نو به خاک سپرده شد.